# 椭圆胶体虫
椭圆胶体虫（学名：Collozoum ovatum）为胶体虫科胶体虫属的动物。分布于太平洋以及海南岛等。